# Timpson, Texas
Timpson là một thành phố thuộc quận Shelby, tiểu bang Texas, Hoa Kỳ. Năm 2010, dân số của xã này là 1155 người.

## Dân số
- Dân số năm 2000: 1094 người.
- Dân số năm 2010: 1155 người.